# Christopher Castberg

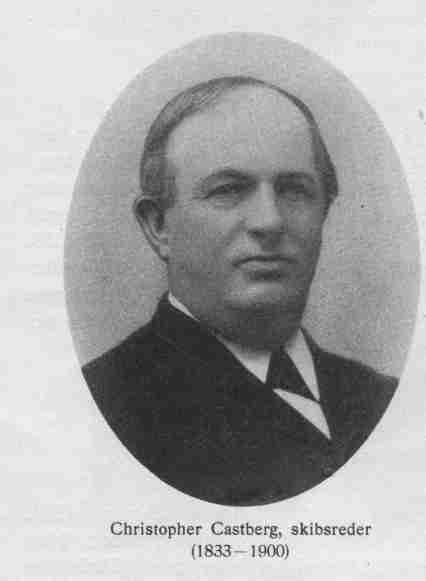
Christopher Castberg (1833–1900)

Christopher Castberg (* 4. August 1833 in Kviteseid; † 19. April 1900 in Sandefjord) war ein norwegischer Schiffsreeder und Walfänger.

## Familie
Christopher Castberg war das jüngste Kind von Peter Hersleb Harboe Castberg (1794–1858) und Anne Margrethe Zimmer Henckell (1793–1854). Er war der Bruder von Johan Christian Tandberg Castberg und damit Onkel von dessen zahlreichen prominenten Kindern sowie der Schwager von Conrad Krebs. Er zählt zum verzweigten Geschlecht der Castberg, das vom dänischen Drucker Tyge Nielssøn Castberg (ca. 1610–1687) begründet wurde.
Zum Zeitpunkt seiner Geburt war Christophers Vater, der in seiner Jugend 19 Jahre lang bei der Armee gedient hatte, Gemeindepfarrer in Kviteseid. Einige Wochen später wurde Peter Castberg mit seiner Familie nach Larvik versetzt, und 1846 nach Sandeherred in Vestfold (heute Sandar).
Am 4. November 1857 heiratete Christopher Castberg in Sandefjord Caroline (Cary) Mathilde Høst (* 24. November 1836 in Sandefjord; † 24. April 1914), die Tochter des Kaufmanns und Konsuls Ludvig Høst (1782–1867) und der Anna Pernille Bøckmann (1797–1862). In Sandefjord wurden auch die vier Kinder des Ehepaares geboren: Ludvig Høst (1859–1922), Wilhelm Fredrik (1865–1926), Cary, verheiratete Bang (1867–1951), Christoffer (1870-nach 1938). Die Söhne wurden später selbst Schiffsreeder bzw. Kaufleute.
„Er wurde am 24. April 1900 unter großer Anteilnahme auf dem Familienfriedhof beigesetzt.“

## Karriere
Christopher Castberg fuhr bereits im Alter von 14 Jahren zur See, „um zu testen, ob seine Sehnsucht nach dem Meer echt war“, wie sein Vater berichtet, und überquerte den Atlantik nach New York. Als einfacher Matrose musste er sehr schwer arbeiten; im Winter 1852 entlud er in Bergen „den ganzen Tag bei kaltem und nassem Wetter Salz“, ohne sich am Abend trocknen und aufwärmen zu können (berichtet der Vater weiter).
Nach vier Jahren koffardifart (Frachtschifffahrt) verbrachte er weitere 30 Jahre lang als Robben- und Walfänger im Nordpolarmeer. 1854 brach er zu seiner ersten Reise ins Eismeer auf, als Steward auf einem Schiff des Reeders Sven Foyn. Kurz danach wurde er Maat und 1855, erst 22 Jahre alt, Kapitän des Schiffs Ranger der Reederei Tite. In den Folgejahren führte er als Kapitän die Brigg Norden, die Segelschiffe Jan Mayn und Cito und das Vollschiff Sven Foyn.
1872 ließ er sich von einer Werft in Christiania (Oslo) das Dampfschiff Hårdråde erbauen, das er bis 1882 kommandierte, und dann seinem Sohn Ludvig Høst übergab. 1882 gründete er auch die Christiania Hvalfangerselskab mit einem Aktienkapital von 300.000 NOK. Zwei neue Dampfschiffe, die Alfa und die Beta, wurden erworben; und eine Kokerei und Guanofabrik in Svartnæs bei Vadsø errichtet. Das Unternehmen startete erfolgreich; geriet jedoch durch das allmähliche Verschwinden der Wale aus den Gewässern der Finnmark in finanzielle Schieflage. 1898 zog sich Christopher Castberg wegen Krankheit aus dem Geschäft zurück.
Christopher Castberg war bis zu seinem Tod Mitglied des Formannskap (Gemeindepräsidium) und des Hafenausschusses von Sandefjord. „Er war persönlich beliebt und wurde von allen respektiert, sowohl für seine Fähigkeiten als auch für die Geradlinigkeit all seiner Bemühungen. Er war streng, aber auch pflichtbewusst und ehrenhaft. Außerdem war er ein heiterer und fröhlicher Zeitgenosse.“

## Erinnerung
Die für Christopher Castberg 1870 errichtete Villa Castberggården in Sandefjord, Hjertnespromenaden 13, war das erste von einem Architekten entworfene Haus in diesem Ort. Jacob Wilhelm Nordan aus Christiania errichtete eine eineinhalbstöckige Villa im Schweizerstil. Das auffallendste, weil selten verwendete, Detail ist die zweite Etage mit einem Halbkreis, der sich über die gesamte Breite der Veranda erstreckt und von geschnitztem Spitzenwerk gerahmt wird.
Die D/S Chr. Castberg war ein stählernes Walfangschiff, das 1929 von Smiths Dock Co. Ltd. in Middlesbrough für Hvalfanger A/S Sandefjord gebaut und nach Christopher Castberg benannt wurde.